# Emiliano Zapata, El Carmen
Emiliano Zapata är en ort i Mexiko.   Den ligger i kommunen El Carmen och delstaten Nuevo León, i den centrala delen av landet, 700 km norr om huvudstaden Mexico City. Emiliano Zapata ligger 563 meter över havet och antalet invånare är 180.
Terrängen runt Emiliano Zapata är varierad. Runt Emiliano Zapata är det mycket tätbefolkat, med 1 463 invånare per kvadratkilometer. Närmaste större samhälle är San Nicolás de los Garza, 16,0 km sydost om Emiliano Zapata. I omgivningarna runt Emiliano Zapata växer huvudsakligen savannskog.